# Seth Morrison
Seth Morrison (Murray, 30 novembre 1973) è uno sciatore big mountain e freerider statunitense; ha partecipato a numerosi ski movie ed è stato uno dei primi e più importanti esponenti del big mountain skiing.

## Biografia
Dopo la sua prima esperienza con gli sci, a sei anni, Seth ha fatto parte per otto anni dello ski club di Vail, in Colorado e per quattro anni ha partecipato a gare FIS. Lascia però le gare di sci in favore del fuoripista dopo aver visto il film “The Blizzard of Aahhh's”, uno dei primi film di freeride, girato con Mike Hattrup, Scot Schmidt e Glen Plake.
Seth inizia a collaborare con la Matchstick Productions all'età di diciott'anni, ma fino al '96 ha bisogno di lavorare l'estate per potersi mantenere. Collabora quindi alla realizzazione di numerosissimi ski movie e inizia a vincere riconoscimenti dalle riviste di settore per le sue imprese. Nel 2011 realizza The ordinary skier: un film documentario che ripercorre la sua vita.
Ha anche praticato da agonista, per sei anni, ciclismo in mountain bike.

## Filmografia
Ecco un elenco dei numerosi film a cui Seth Morrison ha partecipato:
- Black Diamond Rush (1993)
- Soul Sessions & Epic Impressions (1993)
- The Hedonist (1994)
- The Tribe (1995)
- The Continuum (1996)
- The Performers (1996/97)
- Fetish (1996)
- The Fix (1997/98)
- Pura Vida (1997)
- Second Nature (best of Matchstick Productions) (1998/99)
- Sick Sense (1998)
- 13 (1999/2000)
- Global Storming (1999)
- The Game (2000/01)
- Ski Movie (2000)
- Cold Fusion (2001)
- Ski Movie 2, “High Society” (2001)
- Storm (2002)
- Keep Your Eyes Open (2002)
- Ski Movie 3, “The Frontline” (2002)
- The Seth Morrison Chronicles (2003)
- Focused (2003)
- Yearbook (2004)
- Stars, Skis, and Hucks (2005)
- War (2005 - 42')
- Higher Ground (2005)
- Ski Porn (2006)
- Show and Prove (2006/07)
- Anomaly (2006)
- Deep Winter (2007)
- Steep (2007)
- Lost And Found (2007)
- Under The Influence (2008)
- RE:Session (2009)
- Light The Wick (2010)
- The Ordinary Skier (2011)